# Малых, Мария Александровна
Мария Александровна Малы́х (10 (22) августа 1879, Иркутск — 9 августа 1967, Ленинград) — российская и советская издательница, переводчица.

## Биография
Родилась в 1879 году в Иркутске, в семье купца Александра Герасимовича Малых. Отец занимался извозом и приобретал акции приисков, которые обесценились. Был женат на дочери томского купца Иоакима Пилясова Евдокии. В семье Александра Герасимовича и Евдокии Иоакимовны, кроме Марии, было ещё три дочери: Татьяна, Елена, Вера — и два сына: Петр и Сергей. Все дети родились в Иркутске. В 1885-м их семья переехала в Томск, где Евдокии Иоакимовне перешли по наследству дом и пасека.
В 1896 году Александр Герасимович в возрасте 54 лет умер от заражения крови. В следующем, 1897 году, Мария вопреки воле матери уехала в Санкт-Петербург и поступила учиться на Высшие курсы воспитательниц и руководительниц физического образования П. Ф. Лесгафта. Но на курсах она проучилась всего несколько месяцев, а затем в составе отряда, сформированного писателем В. Г. Короленко, помогала населению Поволжья, пострадавшему от засухи. Участвуя в этой экспедиции, Мария утвердилась в своём решении стать медиком, затем в конце 1897-го она выехала в Швейцарию, где поступила на учёбу в Цюрихский университет.
В Цюрихе Мария познакомилась с русскими эмигрантами — социал-демократами В. Г. Плехановым, В. И. Засулич и др. Впоследствии она вспоминала: «Там, в центре революционного движения, столкнувшись с эмигрантами-марксистами, вождями социал-демократического движения, я нашла свою дорогу, стала марксисткой, социал-демократкой».
В 1900 году Мария Малых и её будущий муж А. Г. Эдельман вернулись в Россию, чтобы создать там легальное издательство недорогой и доступной для народа литературы. В 1900—1901 гг. Мария продолжила обучение на курсах Лесгафта. В 1901 году в Петербурге, по адресу ул. Садовая, 119, она основала «Издательство Марии Малых», которое выпускало дешёвую (стоимостью от 1 до 5 копеек) литературу в сериях «Современная библиотечка», «Общедоступная читальня», а также марксистскую литературу в серии «Современная научно-образовательная библиотека». С 1905 года выходили книги в сериях «Пролетариат», «Научное миросозерцание» и пр. Ассортимент она часто выбирала, руководствуясь советами Плеханова и В. И. Ленина. В 1906 году Малых открыла собственную типографию по адресу: Петербург, 10-я линия Васильевского острова, 43; там же располагалось и издательство. На изданных ею книгах можно видеть как марку «Издательство Марии Малых», так и «Издательство Молот» (второе, видимо, было фиктивным и ставилось на нелегальных книгах, отпечатанных в её типографии).
Малых формально не принадлежала ни к какой партии, к тому же являлась дочерью и наследницей купца, а потому была вне подозрений у полиции. Ещё до начала революционных событий ей удалось выпустить ряд марксистских изданий. В годы революции размах деятельности издательства стал особенно большим. В 1905—1907 гг. им были опубликованы труды К. Маркса и Ф. Энгельса, П. Лафарга, А. Бебеля, В. Либкнехта, К. Каутского, Г. В. Плеханова, В. И. Ленина и др. С издательством Малых активно сотрудничали А. И. Елизарова-Ульянова, В. Д. Бонч-Бруевич, В. В. Воровский, А. М. Коллонтай и др. Издания часто конфисковывались, уничтожались, а сама Малых неоднократно привлекалась к суду.
Художественная литература издавалась в массовых сериях «Страницы альбома», «Новый лубочник». В издательстве Марии Александровны выпускалось много «идейной беллетристики»: «Песня о Буревестнике» и «Песня о Соколе» А. М. Горького, «Ткачи» Г. Гауптмана, «Смерть Дантона» Г. Блохнера, партийный гимн «Интернационал», сборник революционных песен и др. Цензура отмечала: «…свои брошюры она предлагает публике по наиболее дешевым ценам, а от этого зависит их большое распространение…».
Об этом периоде своей жизни Мария Александровна писала:

«Я прекрасно знала, на что я иду как издатель и ответственный редактор. Я знала, что за каждую конфискованную у меня книжку я буду привлечена к судебной ответственности, но я с этим не считалась, это меня не останавливало, ведь в этом была моя революционная деятельность. Мы только спешили скорее успеть выпустить как можно больше книжек, пока меня не арестовали, пока не разгромили наше издательство. Более трехсот книжек было выпущено нами в те годы».
В 1909 году во время суда над ней, грозившего тюремным заключением, Малых сбежала и эмигрировала в Швейцарию. При этом её типография и книжный склад в Петербурге были конфискованы. В Цюрихе в 1911—13 годах она издавала атеистический журнал «Авангард». В 1914-м, после объявленной годом ранее амнистии в связи с 300-летием Дома Романовых, вернулась в Россию. В 1915 году, во время Первой мировой войны, в качестве медсестры служила в составе 2-го Сибирского передового врачебно-питательного отряда. В 1916-м стала заведующей фронтовым издательством комитета Союза городов во Пскове. После Февральской революции 1917 года — заведующая издательством Временного комитета Государственной думы. В 1919-м — заведующая литературно-издательским отделом Союза рабочих производственно-трудовых и промысловых кооперативов. С 1922 года сотрудничала в различных советских органах печати, занималась переводами с иностранных языков, а также приводила в порядок книжные фонды АН СССР. До 1928 года работала в ленинградских издательствах, но по причине тяжёлой болезни вынуждена была уйти на пенсию.
В 1930-е годы семью Малых не обошли стороной репрессии. Был арестован и расстрелян её брат Сергей Александрович, а его дочь Людмила прошла несколько лагерей ГУЛАГа. В 1938 году была арестована и расстреляна дочь Марии Александровны — Эрнестина. Самой Малых лишь чудом удалось избежать ареста: кто-то из друзей предупредил её об этом, и она уехала в Горький, к своей сестре Елене.
В 1944-м Малых вернулась в Ленинград. Пенсионный возраст и слабое здоровье не помешали ей вести большую общественную работу, приводить в порядок фонды библиотеки Академии наук.
Скончалась в Ленинграде в 1967 году.

## Наследие
Сохранились дневники Марии Александровны 1889—1957 гг., подготовительные записи к ним 1879—1967 гг., а также её переписка. Документы содержат ценный материал по общественно-политической истории России. Ныне они хранятся в Центральном государственном архиве историко-политических документов Санкт-Петербурга.